# Željko Cigler
Željko Cigler, slovenski politik in aktivist, * 27. oktober 1958, Celje.

## Življenje
Cigler je leta 1979 maturiral na Gimnaziji v Celju, leta 1984 pa diplomiral na Fakulteti za sociologijo, politične vede in novinarstvo Univerze v Ljubljani. Leta 2018 je izvoljen kot poslanec v Državnem zboru na listi Levice. 12. januarja 2022 je prestopil k stranki Socialni demokrati.